# Tarantela (Stravinski)
La «Tarantela» de Ígor Stravinski es un fragmento inacabado de 16 compases para piano compuesto el 14 de octubre de 1898. Es su intento de composición más antiguo que se conserva. Se desconoce qué lo motivó a componerla, pero el musicólogo Graham Griffiths especula que fue una improvisación relacionada con las salidas con su prima en busca de tarántulas. La obra está dedicada a «D. Rudnev»; finalmente fue depositado en la Biblioteca Pública Rusa en Leningrado, donde fue descubierto por el musicólogo Valeri Smirnov, quien publicó extractos en 1970. Richard Taruskin escribió que su única cualidad notable era «el poco talento que muestra», pero Griffiths dijo que su «mayor significado» era un ejemplo de un «proceso creativo adoptado intuitivamente por Stravinski en un momento en que todavía no tenía educación musical».

## Trasfondo
Stravinsky comenzó a tomar lecciones de piano en su juventud, aunque no está claro cuándo comenzaron. Según un currículum biográfico que el compositor escribió en marzo de 1908, comenzó las lecciones en 1891 o principios de 1892 con Aleksandra Snietkova, hija de un violinista de la Orquesta del Teatro Mariinski. Los relatos personales de su padre, Fiódor, mencionan por primera vez lecciones en mayo de 1892, que fueron impartidas informalmente por una institutriz interina. Richard Taruskin y Stephen Walsh escribieron que las lecciones no comenzaron hasta finales de 1893. En 1899, cuando Stravinsky fue transferido a otro maestro para las lecciones de piano, había desarrollado la habilidad suficiente para tocar el Concierto para piano n.º 1 de Felix Mendelssohn, como así como sonatas y obras de Franz Joseph Haydn, Wolfgang Amadeus Mozart, Muzio Clementi, Ludwig van Beethoven, Franz Schubert y Robert Schumann.
La «Tarantella» surgió de este período. El musicólogo Graham Griffiths dice que posiblemente se inspiró en ejemplos de tarantelas compuestas por Frédéric Chopin, Franz Liszt y Sigismund Thalberg, entre otros. También puede haber sido un producto tardío del interés ruso del siglo XIX por las tarantelas ejemplificado en las obras de Aleksandr Dargomyzhski, César Cui y Piotr Ilich Chaikovski. Griffiths especula que la obra se originó como una improvisación inspirada en las salidas del compositor con su primo en busca de tarántulas en la finca familiar en la región de Podolia.
Taruskin creía que su dedicación a «D. Rudnev», lo que sugiere que era un regalo, pudo haber evitado que el manuscrito se perdiera. Eventualmente fue entregado a la Biblioteca Pública Rusa en Leningrado. Allí fue descubierto por el musicólogo Valeri Smirnov, quien publicó extractos de él en 1970. Es el intento de composición más antiguo que se conserva de Stravinsky.

## Música

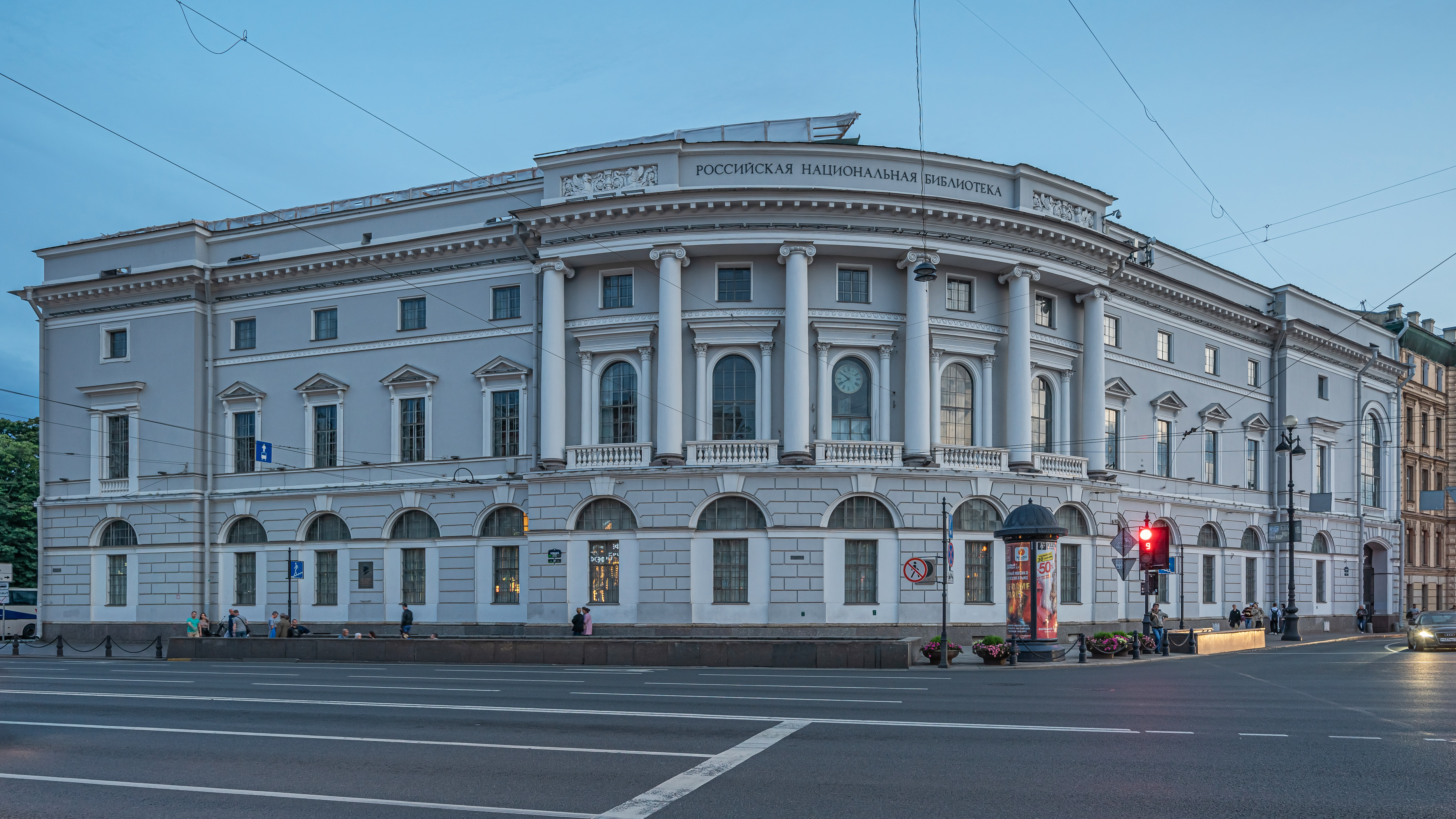
El manuscrito terminó en la Biblioteca Pública de Rusia, donde fue descubierto.

La «Tarantella» es un fragmento de 16 compases. El manuscrito está escrito a lápiz. La música tiene el tempo marcado «Allegretto»; está compuesto en tiempo doble compuesto y comienza con quintas abiertas en el bajo. Smirnov atribuyó el pentatonismo de la melodía a las influencias de la lezginka y el ballet Raymonda de Aleksandr Glazunov. El boceto evidencia la falta de comprensión de Stravinsky del conocimiento rudimentario de la teoría musical y la notación en ese momento. Más tarde recordó que le encantaba «apasionadamente» improvisar música en sus «años jóvenes y juveniles», pero no podía anotar nada debido a su deficiente conocimiento técnico. En la sección central de la obra falta la partitura para la mano izquierda.
Una interpretación dura aproximadamente 1 minuto.

### Manuscrito
El manuscrito cubre ambos lados de una sola hoja de papel rayado horizontalmente, doblada por la mitad; la música está escrita con el papel orientado verticalmente. En el lado derecho del anverso de la hoja se encuentra la portada de la obra adornada con garabatos. La fecha de composición está escrita en la esquina superior derecha. Debajo del título de la composición está la firma de Stravinsky; en la parte inferior de la página está la inscripción: «Dedicado por el autor a D. Rudnev». En el anverso está la música, con pentagramas gobernados a mano.

## Estreno
Alekséi Zuev hizo la grabación de estreno mundial de la «Tarantella» para Fuga Libera en 2021. Se incluyó en un conjunto integral de composiciones y transcripciones para piano de Stravinski. El pianista compuso su propia reconstrucción de la parte de la mano izquierda que falta.

## Recepción

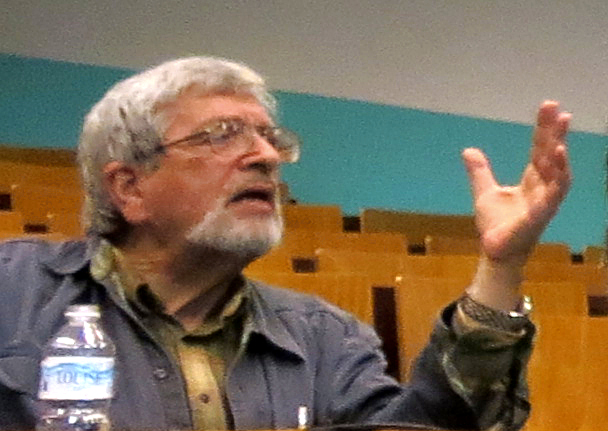
Richard Taruskin se mostró desdeñoso con la «Tarantella».

Walsh escribió que si no fuera por la existencia de la «Tarantella», los académicos y los oyentes «podrían sentirse tentados a dudar de si la composición era siquiera una mota en el horizonte hasta que [Stravinski] dejó la escuela en 1901». Taruskin descartó la obra y dijo que su única cualidad notable era «el poco talento que muestra», y que es «el tipo de pieza que escribe todo estudiante de piano de trece años, solo [que] Stravinski la escribió a los dieciséis».

Griffiths escribió que la «Tarantella» se entendía mejor no como un «ejemplo de escritura inmadura», sino como un «intento temprano (posiblemente inicial)» de Stravinski de anotar sus propias improvisaciones:
Como tal, sugiere que el camino por el cual Stravinsky comenzó a formular su creatividad personal fue uno dentro del cual transformó la idea musical improvisada en una composición musical anotada a través del terreno de fórmulas pianísticas familiares. El mayor significado de esta «obra» no es, por lo tanto, como composición, sino como un proceso creativo adoptado intuitivamente por Stravinsky en un momento en que aún carecía de educación musical.
También dijo que sus notas y armonías «incorrectas» pueden no haber sido los resultados no intencionales de su ignorancia de la teoría musical rudimentaria, sino «efectos descriptivos intencionales» que los «bromistas musicales» antes y después de él apreciarían como herramientas para el humor.